# ديفيد أراتا
ديفيد أراتا (بالإنجليزية: David Arata)‏ (و. القرن 20  م) هو كاتب سيناريو، ومنتج أفلام أمريكي.

## وصلات خارجية
- ديفيد أراتا على موقع IMDb (الإنجليزية)
- ديفيد أراتا على موقع ألو سيني (الفرنسية)
- ديفيد أراتا على موقع أول موفي (الإنجليزية)
- ديفيد أراتا على موقع قاعدة بيانات الأفلام السويدية (السويدية)
- ديفيد أراتا على موقع قاعدة بيانات الفيلم (الإنجليزية)
- ديفيد أراتا على موقع كينوبويسك (الروسية)